# Himálaj

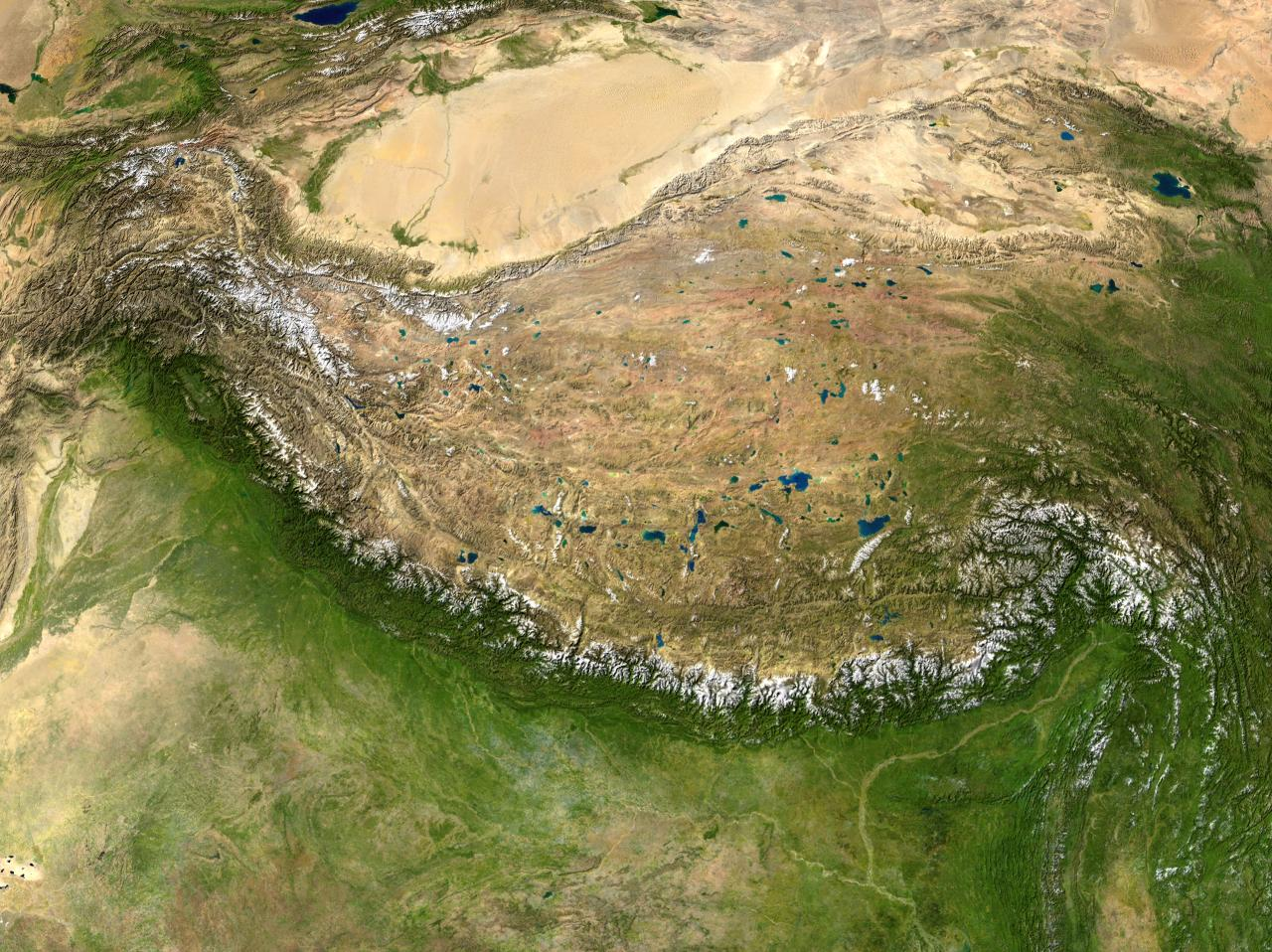
Pohoří Himálaj na družicovém snímku

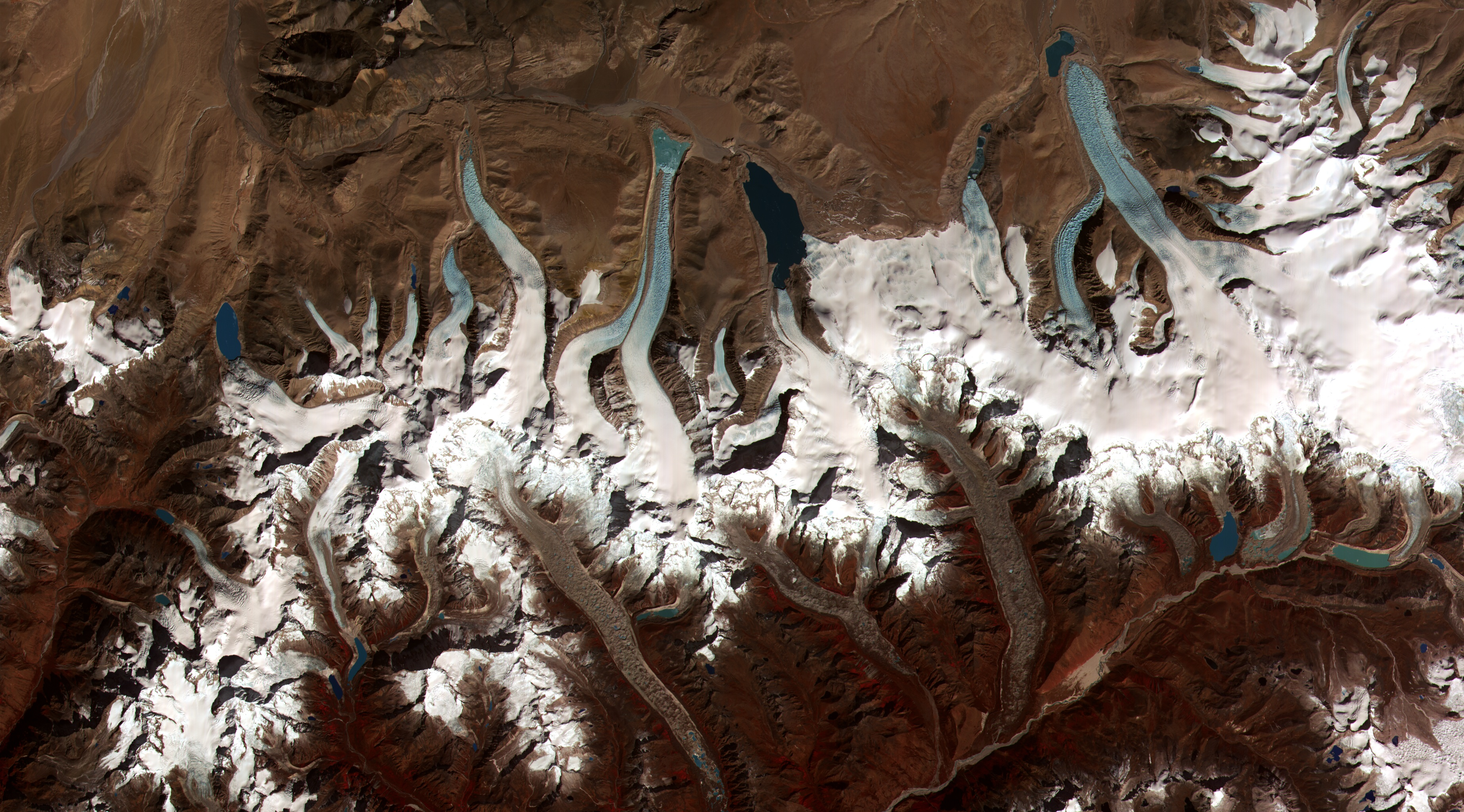
Jezera v Bhútánu

Himálaj (méně často Himaláje, sanskrtem हिमालय) je pohoří v Asii, které odděluje Indický subkontinent od Tibetské náhorní roviny. V tomto pohoří se nachází deset ze čtrnácti nejvyšších vrcholů světa, takzvaných osmitisícovek. Nejvyšší horou Himálaje i světa je Mount Everest (8 849 m n. m.). Pohoří zasahuje na území Pákistánu, Číny, Indie, Nepálu a Bhútánu.

## Název
Název pochází ze sanskrtských slov hima (sníh) a álaja (obydlí); vykládá se jako Domov sněhu. Ve starší literatuře se mohou vyskytovat i s názvy Himalaje nebo Himálaje (pomnožné). Tyto dva názvy jsou nespisovné, jediná spisovná varianta je Himálaj.[nenalezeno v uvedeném zdroji]
V jazycích zemí, kam zasahuje, se pohoří zapisuje
- sanskrtem, hindsky i nepálsky हिमालय, Himālaja[3]
- urdsky سلسلہ کوہ ہمالیہ, Selseleh Kūh Himālajeh
- paňdžábsky ھمالیہ, Himālajah,
- bengálsky হিমালয় পর্বতমালা, Himálaĵa parbatamálá,
- tibetsky ཧི་མ་ལ་ཡ, wylie Himalaya,
- čínsky 喜马拉雅山脉, pinyin Xǐmǎlāyǎ Shānmài,
  - český přepis Si-ma-la-ja šan-maj

## Členění
Podélně se Himálaj člení na různě vysoká a různě stará souběžná horská pásma. Příčně se pak vymezují jednotlivé úseky podle různých kritérií (např. úseky vymezené velkými řekami, které prorážejí Himálaj ze severu na jih).

### Oblasti
Ze západu na východ:
- Kašmírský Himálaj mezi řekami Indus a Drás (Nanga Parbat, 8125 m)
- Paňdžábský Himálaj mezi řekami Drás a Satladž (Nunkun, 7135 m)
- Garhválský Himálaj mezi řekou Satladž a Nepálem (Nandá Déví, 7816 m)
- Nepálský Himálaj (Sagarmátha, 8849 m)
- Sikkimský Himálaj včetně nepálského pohraničí (Kančendženga, 8586 m)
- Bhútánský Himálaj (Kula Kangri, 7554 m)
- Ásámský Himálaj (Namčhe Barwa, 7755 m)

### Pásma

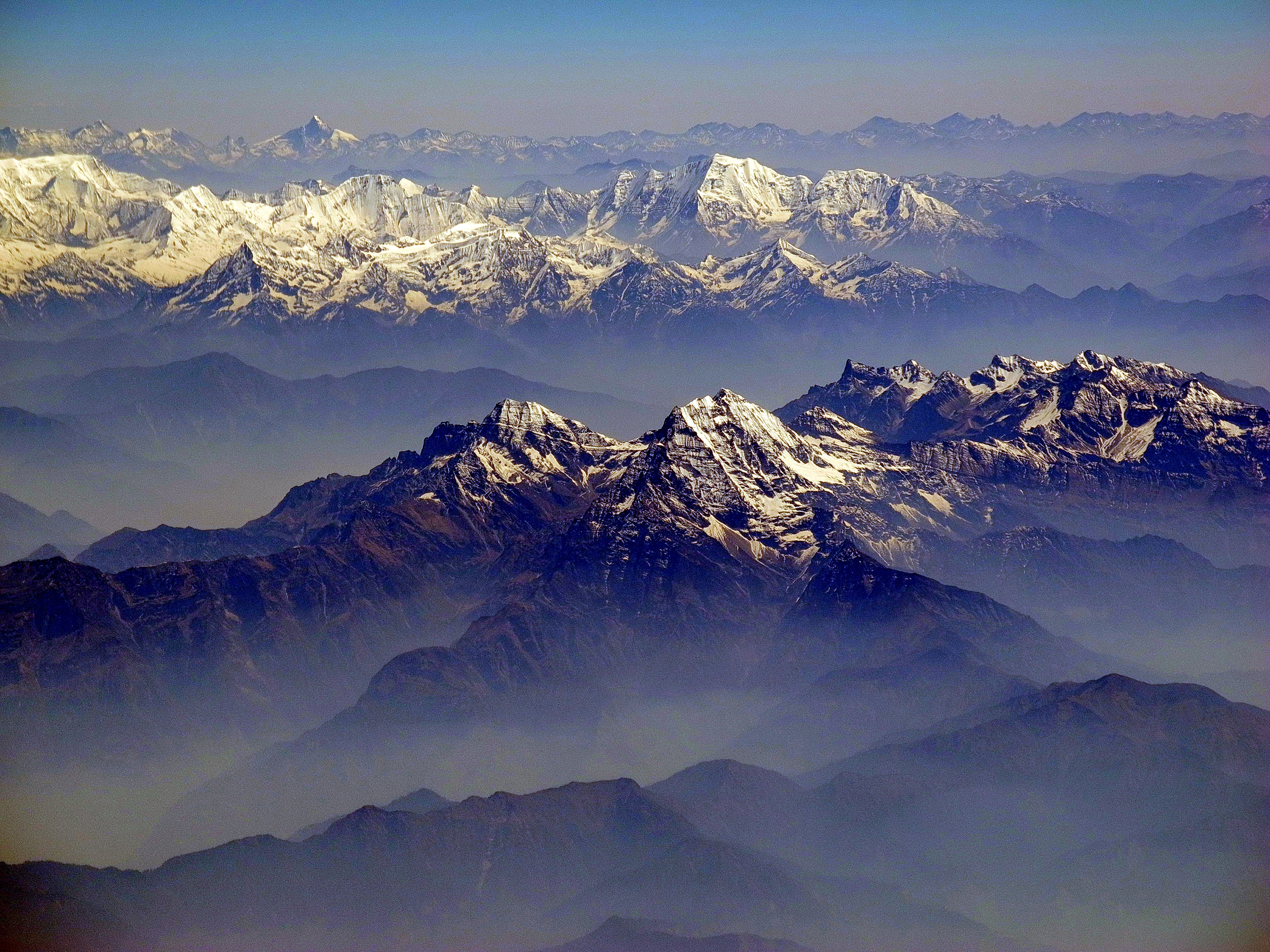
Annapurna v Nepálu

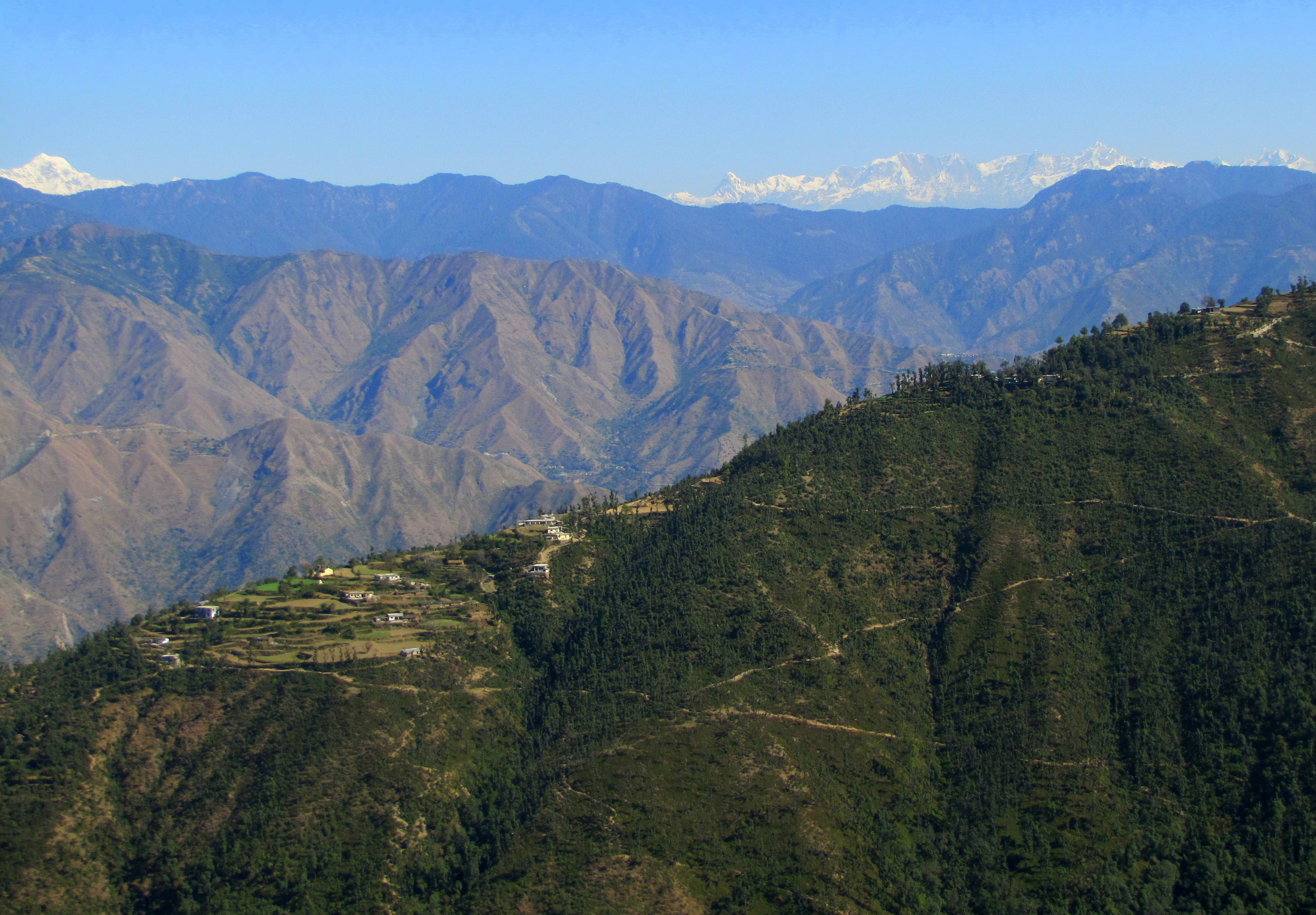
Himálaj v indickém státě Uttarákhand

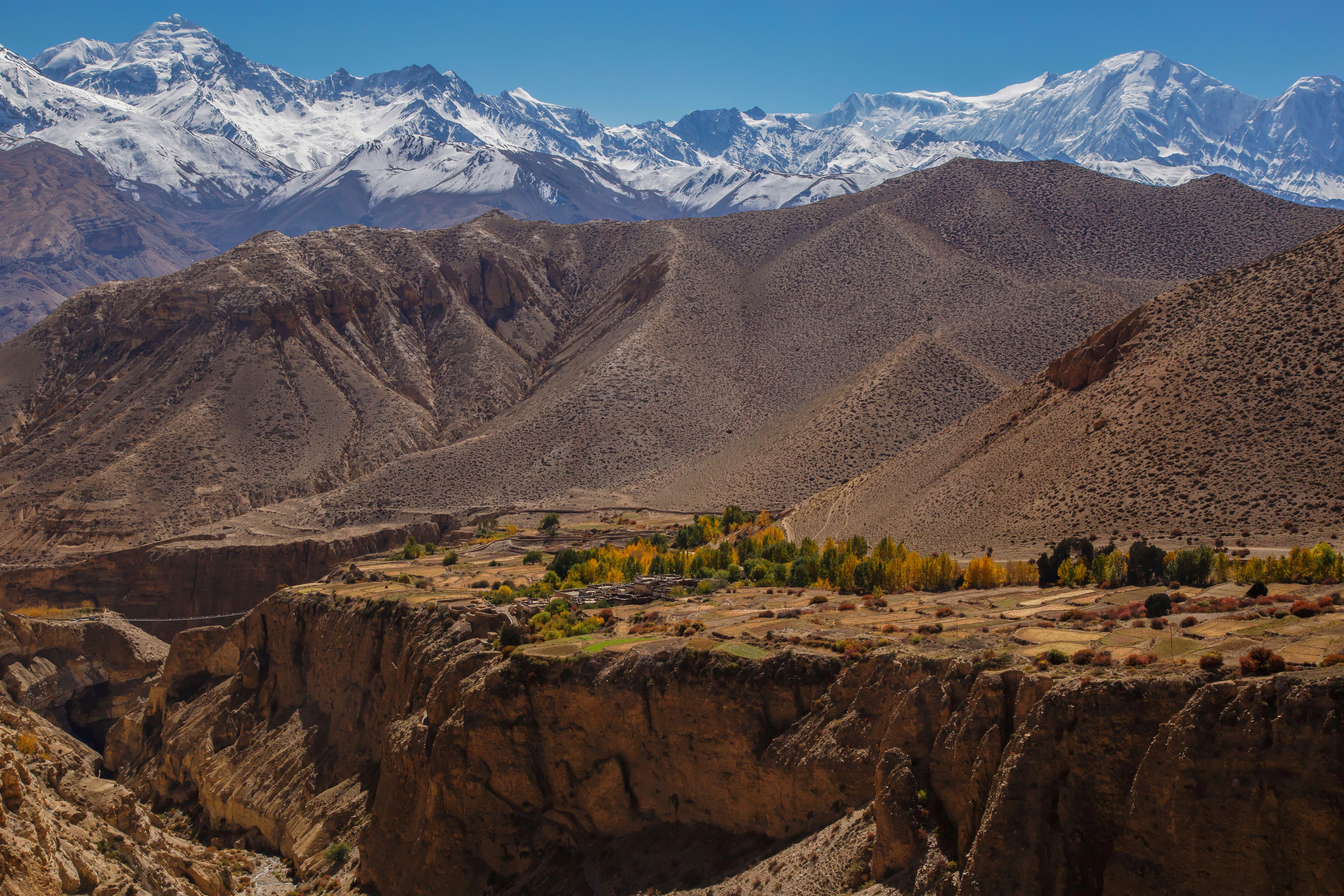
Vesnice v Mustangu

Himálaje jsou složeny ze tří hlavních pásem, která se stupňovitě zvedají od jihu na sever:
- Siválik (900 – 1 200 m)
- Malý Himálaj neboli Mahábhárat (3 000 – 4 000 m)
- Velký Himálaj (6 000 – 8 849 m)

Himálajská flóra a fauna se liší podle podnebí, dešťů, výšky a půdy. Podnebí se mění od tropického na úpatí hor až po věčný sníh a led v nejvyšších polohách. Množství každoročních srážek se zvyšuje podél pohoří od západu na východ. Díky různorodosti podnebí, výšky, množství dešťů a druhů půdy žije v Himálaji mnoho různých rostlin a živočichů.
Na Indoganžské nížině na úpatí hor se vegetace liší od západu k východu podle množství dešťů. Roviny v Pákistánu a indickém Paňdžábu jsou porostlé suchomilnými trnovými křovinovými lesy. Dále na východ rostou vlhké opadavé lesy v Uttarakhandu a Uttarpradéši na horní Ganze a v Biháru a Západním Bengálsku na dolní Ganze. Jsou to monzunové lesy, z jejichž stromů opadá listí během období sucha. Na ásámských rovinách rostou tropické vlhké lesy.
Nad nížinou leží pás terají, oblast písčité a hlinité půdy. Terai má více srážek než nížina a v jeho rovinaté oblasti se zpomalují řeky tekoucí z Himálají, které se v monzunovém období rozvodňují a přinášejí úrodný nános, zatímco v období sucha ustupují. Střední část pásu Terai tvoří směs luk, savan, opadavých i stále zelených lesů, mezi nimiž jsou nejvýše položené louky na světě. Teraiské louky jsou domovem nosorožce indického.
Nad teraiským pásem leží náhorní oblast známá jako Bhabhar, oblast porézní a kamenité půdy tvořené naplaveninami z vyšších poloh. Bhabhar a níže položená místa v Sivaliku mají subtropické klima. V západní části tohoto subtropického pásma rostou subtropické borovicové lesy. Střední část pásma je domovem himálajských subtropických listnatých lesů.
Sivalické hory, nazývané také Churijské nebo Margallské hory, tvoří vnější pásmo kopců rozšířených po celé oblasti Himálají skrz Pákistán, Indii, Nepál a Bhútán. Skládá se z mnoha subpásem. Většina jeho vrcholů dosahuje výšky od 600 do 1 200 metrů. Jižní svahy jsou strmější a tvoří zlom, severní svahy jsou mírnější. Propustné naplaveniny a jiné kameny umožňují dešťové vodě vsakovat se a odtékat dolů do Bhabharu a Terai, takže nahoře rostou jen křovinové lesy. Na sever od Sivalických hor a mezi sivalickými pohořími leží otevřená údolí, zvaná Vnitřní Terai, například Dehra Dun v Indii nebo Chitwan v Nepálu.
Severně od Mahábháratského hřebenu leží hornatý region dosahující do výšek 4 000 metrů, kde začíná Velký Himálaj. V jeho středních výškách subtropické lesy přecházejí v pás mírných listnatých a smíšených lesů. Nad listnatými lesy leží subalpínské jehličnaté lesy a nad nimi alpínské keře a louky, které ve vyšších polohách přecházejí v tundru. Alpínské louky jsou letním domovem ohroženého irbisa (levharta sněžného).

## Vznik
Po rozpadu prvohorního kontinentu Pangea na několik litosférických desek vznikly dva kontinenty - Laurasie a Gondwana, jež se dále rozpadaly. Indická deska se oddělila od Africké a postupovala na sever, kde se dostala do kolize s Eurasijskou, pod kterou se začala zasouvat. Před samotnou srážkou se ve změlčujícím se moři utvářely ostrovy, jež se dále zvětšovaly. Poté se vlivem zasouvání indické desky ta euroasijská vyzdvihovala vzhůru. Tím se začal utvářet horský masiv Himálaje a Karákóramu. Tento proces trval milióny let a stále ještě trvá.
To, že kdysi bylo i na území Himálají moře, lze dost dobře dokázat. Na území Himálají se vyskytuje velké množství zkamenělých mořských živočichů amonitů. A to i přes to, že nejbližší moře je Bengálský záliv. To svědčí o existenci moře v místě dnešních velehor. A jsou i další důkazy o existenci dávného moře v těchto výškách. Po odškrábnutí vrstvy naneseného zkamenělého bahna lze jasně a zřetelně pozorovat profil mořských vlnek otištěný ve zkamenělém písku. V tropických mořích se vyskytují také takzvané stromatolity. Tyto stromatolity se vytvářejí z organismů zanesených vápnitými kaly. Vzniká tak usazenina typická hlavně pro mělká prvohorní moře. V Austrálii se však stromatolity tvoří i dnes. Ovšem v Himálaji jsou tyto stromatolity různě přetočeny. To je svědectví o tom, jak velkému tlaku jsou tyto horniny vystaveny, který je takto deformuje.

## Vodstvo

### Řeky

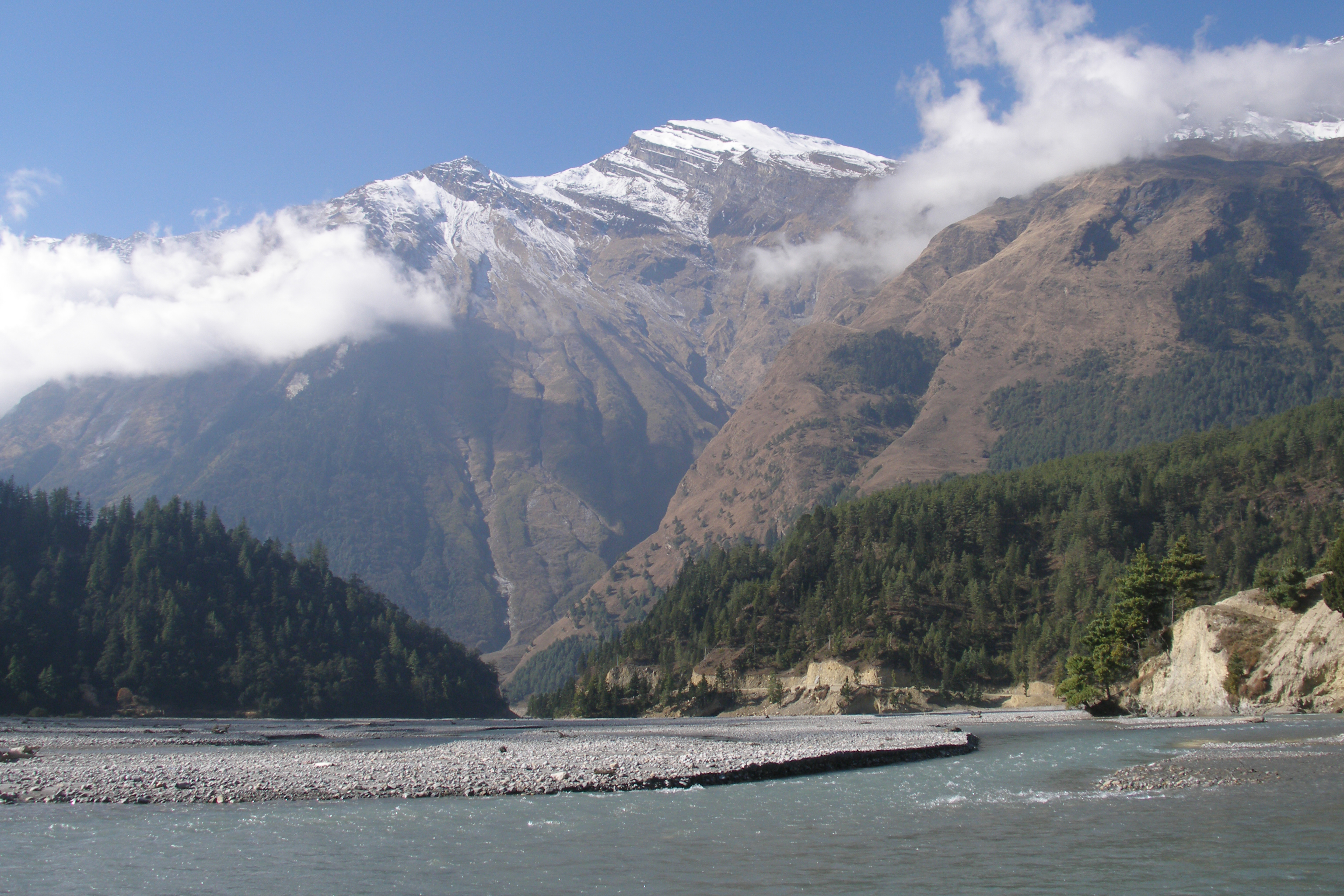
Řeka Gandak je přítokem Gangy

V Himálaji pramení tři ze světových hlavních říčních systémů:
- Indus – Řeky na západě Himálají tvoří povodí řeky Indus, která je z nich největší. Vzniká v Tibetu soutokem zdrojnic Sengge a Gar, teče na jihozápad přes Pákistán a vlévá se do Arabského moře. Vlévají se do ní mimo jiné řeky Dželam, Čanáb, Ráví, Beas a Satladž.
- Ganga-Brahmaputra – Do tohoto povodí patří většina himálajských řek. Jeho hlavními řekami jsou Ganga, Brahmaputra a Jamuna. Brahmaputra začíná v západním Tibetu jako řeka Jarlung Cangpo, protéká Tibetem na východ a dále na západ Ásámskými pláněmi. V Bangladéši se Ganga a Brahmaputra setkávají a vlévají se do Bengálského zálivu v největší říční deltě na světě.
- Jang-c’-ťiang – Řeky Jang-c’-ťiang, Mekong, Salwin a Žlutá řeka pramení v Tibetské náhorní plošině, která se geologicky liší od Himálaje, takže nejsou obvykle považovány za skutečné himálajské řeky.

Řeky v nejvýchodnějších částech Himálaje se vlévají do řeky Iravádí, která pramení ve východním Tibetu, teče na jih skrz Myanmar a vlévá se do Andamanského moře.
Podle odhadu žije v povodí himálajských řek 750 miliónů lidí. Podle jiného zdroje se jedná až o 1,3 miliardy lidí.

### Jezera

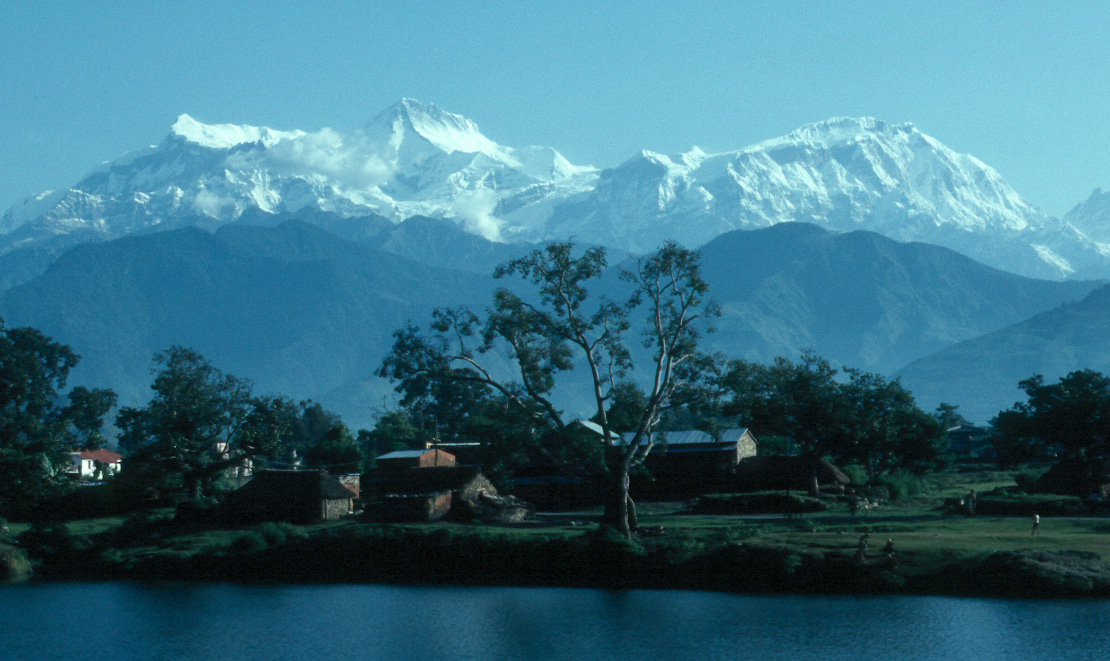
Zleva: Annapurna IV (7 525 m), Annapurna II (7 939 m) a Lamjung Himal (6 932 m)

V Himálaji se nalézají stovky jezer, většina z nich se nalézá do výšky 5 000 metrů. Největší jezero je Pangong Tso, které leží na hranicích mezi Indií a Tibetem. Je situováno ve výšce 4 600 metrů, je 8 km široké a téměř 134 km dlouhé. Jedno z nejvyšších jezer je Gurudogmar, ve výšce 5 148 metrů. Dalšími velkými jezery jsou jezero Tsongmo poblíž indicko-tibetské hranice v Sikkimu a jezero Tilicho v Nepálu v masívu Annapurna v oblasti, která byla až donedávna pro turisty uzavřena. Ve výše položených oblastech (v nadmořské výšce nad 5 500 m) lze nalézt horská plesa, vzniklá činností ledovců.

### Ledovce
V Himálaji se nachází přibližně 15 000 ledovců, které obsahují přibližně 12 000 km³ čisté vody. Ledovec Siačen, dlouhý 70 km a nacházející se na hranici Indie a Pákistánu, je druhý nejdelší ledovec na světě mimo polární oblasti. Mezi další známější ledovce patří Gangotri a Yamunotri (Uttarakhand), Nubra, Biafo a Baltoro (oblast Karakoram), Zemu (Sikkim) a Khumbu (oblast Mount Everestu).
V posledních letech vědci zaznamenali zvýšenou rychlost ústupu ledovců v celé oblasti, což může být důsledkem globálních klimatických změn. I když důsledky tohoto jevu se nemusejí projevit mnoho let, může znamenat katastrofu pro stovky miliónů lidí v severní Indii, kteří jsou v období sucha závislí na vodě v řekách pocházející právě z ledovců. Podle klimatické zprávy OSN mohou himálajské ledovce, které jsou zdrojem vody největších asijských řek, zmizet vlivem růstu teplot do roku 2350 a Indie, Tibet, Pákistán, Bangladéš, Nepál a Myanmar tak mohou v následujících desetiletích čelit povodním a rozsáhlým suchům.

## Vliv Himálaje na podnebí
Himálaj má významný vliv na podnebí na Indickém subkontinentu a Tibetské náhorní plošině. Znemožňuje mrazivým a suchým arktickým větrům vanout na jih tohoto subkontinentu, v důsledku čehož je klima v jižní Asii mnohem teplejší než odpovídající oblasti v mírném pásmu v jiných částech světa. Zároveň brání monzunovým větrům vanout dál na sever, což způsobuje silné deště v oblasti Terai. Vědci se taky domnívají, že Himálaj hraje důležitou roli ve vytvoření středoasijských pouští, např. Taklamakan nebo Gobi.
Pohoří také brání západním zimním poruchám z Íránu proniknout dál, což má za následek sníh v Kašmíru a deště v částech Paňdžábu a severní Indii. Přestože údolí Brahmaputry je bariérou pro studené severní větry, část mrazivých větrů se do něj dostane a způsobuje snížení teploty v severovýchodních indických státech a v Bangladéši. Tyto větry také v tomto období vyvolávají v těchto místech severovýchodní monzuny.
Tryskové proudění má vliv i na vzhled himálajských vrcholů. Silný proud větrů ze západu vane kolem Mount Everestu, čímž vytváří známé chuchvalce sněhu vanoucí z vrcholu, viditelné z velké vzdálenosti.

## Nejvyšší vrcholy
| Název         | Jiné názvy a význam                                            | Nadmořská výška (m) | První výstup | Pořadí na světě dle nadm. výšky | Poloha                | Souřadnice                       |
| ------------- | -------------------------------------------------------------- | ------------------- | ------------ | ------------------------------- | --------------------- | -------------------------------- |
| Mount Everest | Sagarmátha, Střecha světa Tvář nebes Čumulangma, Matka vesmíru | 8 849               | 1953         | 1.                              | Tibet, Nepál          | 27°59′17″ s. š., 86°55′31″ v. d. |
| Kančendženga  | Kančendženga                                                   | 8 586               | 1955         | 3.                              | Sikkim (Indie), Nepál | 27°42′9″ s. š., 88°8′49″ v. d.   |
| Lhoce         | Jižní vrchol                                                   | 8 516               | 1956         | 4.                              | Nepál, Tibet          | 27°57′42″ s. š., 86°55′59″ v. d. |
| Makalu        | Velká černá                                                    | 8 462               | 1955         | 5.                              | Nepál, Tibet          | 27°53′21″ s. š., 87°5′19″ v. d.  |
| Čo Oju        | Qowowuyag, Tyrkysová bohyně                                    | 8 201               | 1954         | 6.                              | Nepál, Tibet          | 28°5′39″ s. š., 86°39′39″ v. d.  |
| Dhaulágirí    | Bílá hora                                                      | 8 167               | 1960         | 7.                              | Nepál                 | 28°41′45″ s. š., 83°29′36″ v. d. |
| Manáslu       | Kutang, Hora Ducha                                             | 8 156               | 1956         | 8.                              | Gurkha Himal, Nepál   | 28°32′58″ s. š., 84°33′39″ v. d. |
| Nanga Parbat  | Diamir, Nahá hora                                              | 8 126               | 1953         | 9.                              | Pákistán              | 35°14′18″ s. š., 74°35′22″ v. d. |
| Annapurna     | Bohyně sklizně                                                 | 8 091               | 1950         | 10.                             | Nepál                 | 28°35′43″ s. š., 83°49′11″ v. d. |
| Šiša Pangma   | Xixiabangma, Hřeben nad travnatými pláněmi                     | 8 013               | 1964         | 14.                             | Tibet                 | 28°21′12″ s. š., 85°46′43″ v. d. |
| Gjačung Kang  | Neznámý                                                        | 7 952               | 1964         | 15.                             | Nepál, Tibet          | 28°5′52″ s. š., 86°44′47″ v. d.  |